# Lost Files (álbum de YoungBoy Never Broke Again)
Lost Files é o segundo álbum de compilação do rapper americano YoungBoy Never Broke Again. Foi lançado pelas gravadoras Atlantic Records e Never Broke Again em 23 de dezembro de 2022. O projeto inteiro foi mixado por Fabian Marasciullo e é o primeiro projeto de 2022 de YoungBoy a não incluir nenhuma produção ou engenharia de seu produtor e engenheiro interno Jason "Cheese" Goldberg. Ele também apresenta produção de muitos produtores prestigiados como DJ Swift, Dmac, Drum Dummie, Dubba-AA, Dun Deal, Louie Bandz e Mike Laury. A compilação marca o oitavo e último projeto de YoungBoy de 2022. O lançamento do álbum foi apresentado como um presente de Natal para os fãs de YoungBoy e sua gravadora.

## Antecedentes
Apesar de o lançamento não ter sido impulsionado por nenhum single oficial, "HTAFL" foi carregada no canal oficial de YoungBoy no YouTube sob o nome de "my happiness took away for life" em 12 de abril de 2018. Além disso, em 31 de outubro de 2018, "Temporary Time" foi lançada exclusivamente na página oficial de YoungBoy no SoundCloud; foi confirmado que era uma faixa descartada da mixtape de YoungBoy de dezembro de 2018, Realer. Ignorando a música previamente lançada, o álbum consiste exclusivamente em músicas vazadas que acumularam centenas de milhões de streams em contas não oficiais do SoundCloud e do YouTube. O álbum foi anunciado pela primeira vez pela RapCaviar através de seu Instagram, após publicarem a tracklist do álbum.

## Desempenho Comercial
Lost Files estreou na posição 45 da parada Billboard 200 dos EUA, conquistando 18.095 unidades equivalentes a álbum (incluindo 369 cópias em vendas puras de álbum) em sua primeira semana.

## Lista de faixas
| Lista de faixas de Lost Files |                    |                                                                          |                                         |         |  |
| N.º                           | Título             | Compositor(es)                                                           | Produtor(es)                            | Duração |  |
| 1.                            | "HTAFL"            | Kentrell Gaulden Abby Urbina                                             | Abby “Samir” Urbina                     | 2:56    |  |
| 2.                            | "I Thought"        | Gaulden Leonardo Mateus Beau Glaser Kyre Trask Dean Harris Hall          | Bans BGSOUNDZ Lilkdubb StringzOnTheBeat | 3:25    |  |
| 3.                            | "Broken Hearted"   | Gaulden Brandon Russell Gerail Harvey                                    | BJ Beatz RellyMade                      | 3:22    |  |
| 4.                            | "On A Boat"        | Gaulden John Carrington Jr. Milan Modi                                   | Trauma Tone Yung Lan                    | 2:59    |  |
| 5.                            | "Hey Now"          | Gaulden Damion Williams Aaron David Lockhart Jr. Dennis Darrell Neal Jr. | DJ Swift Dubba-AA Louie Bandz           | 2:44    |  |
| 6.                            | "Doctor"           | Gaulden Neil Harrison                                                    | NeilOnDaTrack                           | 2:50    |  |
| 7.                            | "Perc 10"          | Gaulden Jarrian Durrell Thompson                                         | PlayboyXO                               | 2:58    |  |
| 8.                            | "Nurse"            | Gaulden Brain Anamayatana Modi                                           | KiloKeys Beatz Yung Lan                 | 3:02    |  |
| 9.                            | "Ms. Alinda"       | Gaulden Williams Deondre Davis Neal Jr.                                  | Dubba-AA Dremusiq Louie Bandz           | 3:20    |  |
| 10.                           | "I Love It"        | Gaulden Javar Rockamore                                                  | Javar Rockamore                         | 3:15    |  |
| 11.                           | "Michael Corleone" | Gaulden David Cunningham Isaac Earl Bynum                                | BricksDaMane Dun Deal Earl on the Beat  | 1:54    |  |
| 12.                           | "4KT Freestyle"    | Gaulden India Williams Trask                                             | India Got Them Beats Lilkdubb           | 3:13    |  |
| 13.                           | "Temporary Time"   | Gaulden Barry Fields                                                     | Wild Yella                              | 2:49    |  |
| 14.                           | "Steady"           | Gaulden Gerrod Thomas Marcus Gotch Jr.                                   | GT MarcussMuzik                         | 2:48    |  |
| 15.                           | "Time Out"         | Gaulden David McDowell Tevin Revell                                      | Dmac Drum Dummie                        | 2:55    |  |
| 16.                           | "Rich Nigga"       | Gaulden Ebiem Nwaebiem                                                   | Ayo E Go Krazy                          | 2:32    |  |
| 17.                           | "Locked & Loaded"  | Gaulden Kevon Lewis Trask Gotch Jr.                                      | Guwap$ Lilkdubb MarcussMuzik            | 1:43    |  |
| 18.                           | "Dangerous"        | Gaulden Williams Michael Laury                                           | Dubba-AA Mike Laury                     | 3:06    |  |
| 19.                           | "Time Flow"        | Gaulden Matthew Joseph Caprio Dyamond Hudson                             | Matt Cap Smoke                          | 2:59    |  |
| 20.                           | "Murda Bizness"    | Gaulden Goldberg Lebrun Traevon Walker Duhvinci BJondatrakk              | Cheese D-Roc Xclusive Duhvinci          | 3:41    |  |
| 21.                           | "Lose Me"          | Gaulden Zachary Thomas                                                   | Budda Beats                             | 2:55    |  |
| Duração total:                | Duração total:     | Duração total:                                                           | Duração total:                          | 61:26   |  |

## Paradas
| Paradas (2023)                          | Posição de pico |
| --------------------------------------- | --------------- |
| Estados Unidos (Billboard 200)          | 45              |
| Estados Unidos (Top R&B/Hip Hop Albums) | 16              |